# Chercheuses d'or à Paris
Pour plus de détails, voir Fiche technique et Distribution.
Chercheuses d'or à Paris (titre original : Gold Diggers in Paris) est un film américain en noir et blanc réalisé par Ray Enright et Busby Berkeley, sorti en 1938.

## Fiche technique
- Titre original : Gold Diggers in Paris
- Titre français : Chercheuses d'or à Paris[1]
- Réalisation : Ray Enright et Busby Berkeley
- Scénario : Earl Baldwin, Warren Duff, Jerry Horwin, James Seymour, Jerry Wald, Richard Macaulay, Maurice Leo
- Musique : Harry Warren, Al Dubin, Johnny Mercer, Freddie Fisher
- Photographie : Sol Polito, George Barnes
- Montage : George Amy
- Société de production : Warner Bros.
- Pays d'origine :  États-Unis
- Format : noir et blanc - 1,37:1 - son : son : Mono
- Genre : Film musical et comédie romantique
- Durée : 97 minutes
- Date de sortie : 
  - États-Unis : 11 juin 1938
  - France : 23 décembre 1938

## Distribution
- Rudy Vallee : Terry Moore
- Rosemary Lane : Kay Morrow
- Hugh Herbert : Maurice Giraud
- Allen Jenkins : Duc 'Dukie' Dennis
- Gloria Dickson : Mona Verdivere
- Melville Cooper : Pierre, dit Fernand LeBrec
- Mabel Todd : Leticia
- Fritz Feld : Luis Leoni
- Curt Bois : Padrinsky
- Ed Brophy : Mike Coogan
- Victor Kilian : gendarme
- George Renevant : un gendarme
- Armand Kaliz : le régisseur
- Maurice Cass : M. Vail
- Eddie Anderson : le portier

## Inclus en bonus
- Amour et malédiction (Love and Curses), court-métrage d'animation des Looney Tunes.